# Barco nodriza

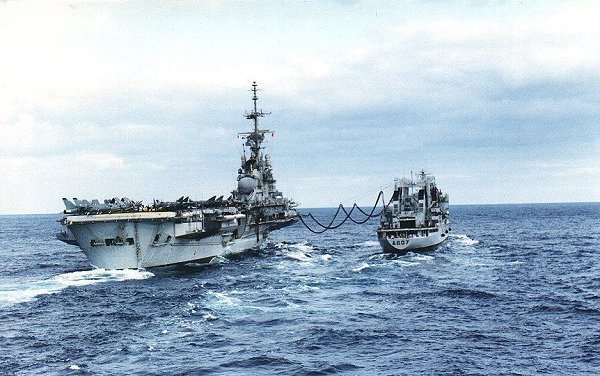
Portaviones Foch cargando combustible del Barco nodriza Meuse

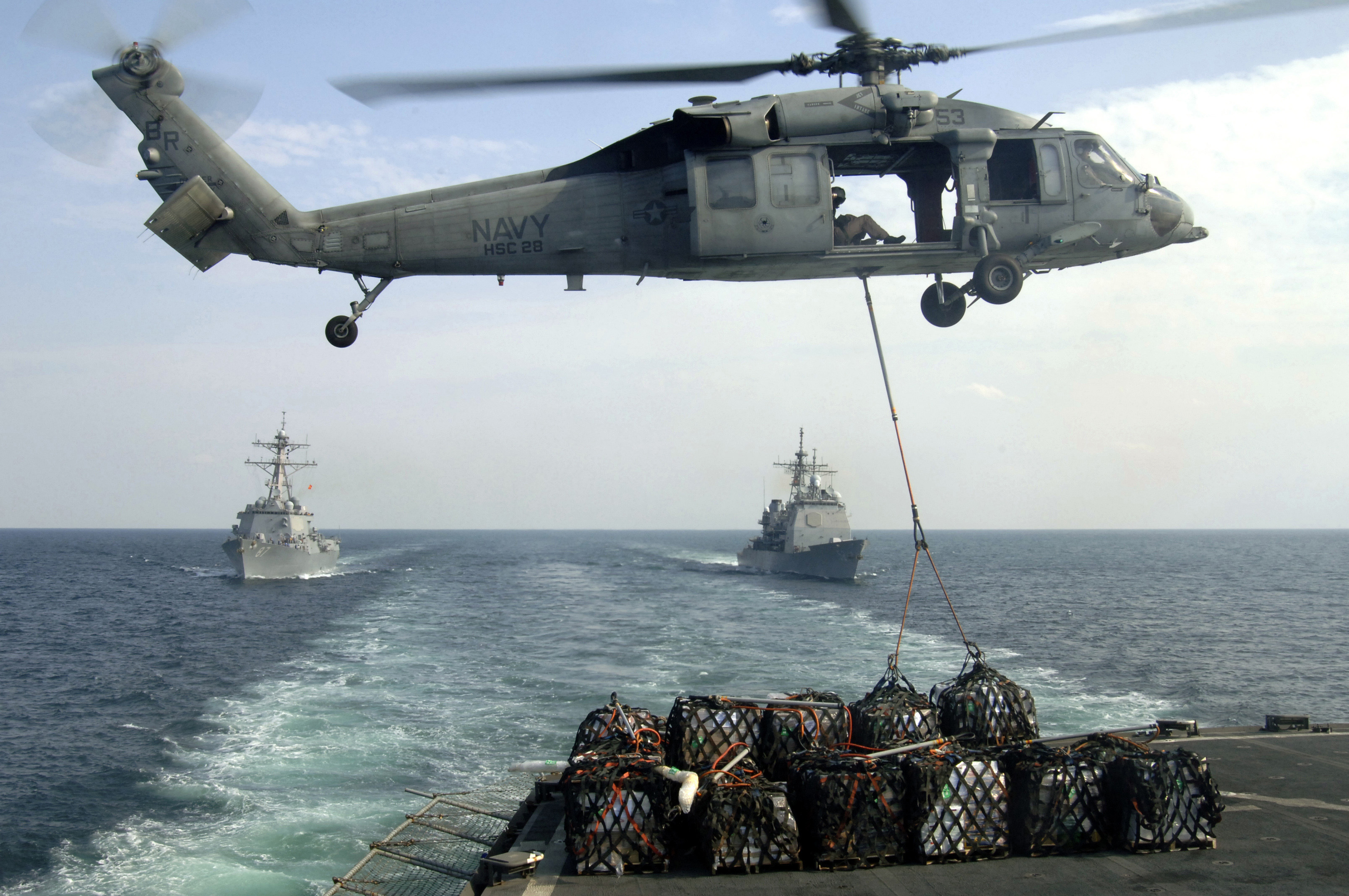
Reabastecimiento vertical por un MH-60S Knighthawk desde el USNS Supply T-AOE-6/6

Barco nodriza es aquel que se encuentra situado en un lugar determinado rodeado de otros barcos que tienen interrelación de trabajo y servicios con este. 

## Descripción
Por ejemplo, en alta mar, los barcos nodrizas recogen la pesca de los barcos pesqueros, que a veces no tienen la suficiente capacidad para procesarlo (esto quiere decir hervirlo, limpiarlo, procesarlo, enlatarlo, etc.) El barco nodriza abastece de combustible y alimentos a los pesqueros y mantienen una relación de trabajo. Al cabo de un tiempo otro barco nodriza viene y ocupa el lugar del primero y trae relevo a las tripulaciones de los pesqueros para continuar la faena.